# Ernst Krause (Musikwissenschaftler)
Ernst Krause (* 28. Mai 1911 in Dresden; † 8. August 1997 in Berlin) war ein deutscher Musikwissenschaftler und Opernkritiker.

## Leben
Geboren in Dresden, studierte Krause Germanistik und Kunstgeschichte an der Universität Frankfurt am Main. Als Musikkritiker publizierte er zunächst beim Frankfurter General-Anzeiger. 1939 wechselte er in seine Heimatstadt und wirkte journalistisch an den Dresdner Nachrichten. Am 1. Juni 1941 beantragte er die Aufnahme in die NSDAP und wurde zum 1. Juli desselben Jahres aufgenommen (Mitgliedsnummer 8.968.134). Ab 1945 war er an der Sächsischen Zeitung Kulturredakteur. Ab 1952 wirkte Krause als Kritiker der Täglichen Rundschau, ab 1955 bei der National-Zeitung und ab 1958 beim Sonntag.
1955 veröffentlichte Krause seine Strauss-Studien Richard Strauss – Gestalt und Werk (die in sechs Sprachen übersetzt wurden) und später Richard Strauss – Der letzte Romantiker. Als Standardwerk gilt sein Kompendium Oper von A–Z, das in zahlreichen Auflagen herauskam.
Ernst Krause begnügte sich, in seinen Büchern, nicht mit Lebensabrissen der Komponisten aus 3 ½ Jahrhunderten, er verfolgte die Spur ihres Schaffens, deren Stellenwert in der Geschichte und Gegenwart.

## Ehrungen
- 1964 wurde Krause zum Vizepräsidenten der Internationalen Richard-Strauss-Gesellschaft in Wien ernannt.
- Am 27. Januar 1987 erhielt er die Ehrendoktorwürde eines Doktors der Philosophie an der Humboldt-Universität zu Berlin[3]

## Schriften (Auswahl)
- als Herausgeber: Opernsänger. 44 Porträts aus der Welt des Musiktheaters. Henschel, Berlin 1962, (Digitalisat; Neuauflage. ebenda 1963; 3., veränderte Auflage. Opernsänger. 48 Porträts aus der Welt des Musiktheaters. ebenda 1965; auch: Opernsänger. Sechzig Porträts. ebenda 1979).
- Puccini. Beschreibung eines Welterfolgs. Deutscher Verlag für Musik, Leipzig 1985, (Zahlreiche Ausgaben; in spanischer Sprache: Puccini. La historia de un éxito mundial (= Alianza mùsica. 55). Traducciòn del alemàn: Jacobo Mir Mercader. Alianza, Madrid 1991, ISBN 84-206-8555-0).
- Richard Strauss. In: Große deutsche Dirigenten. 100 Jahre Berliner Philharmoniker. Severin und Siedler, Berlin 1981, ISBN 3-88680-020-2, S. 61–87.